# Pamela Rosado
Pamela Zoe Rosado Román (Arecibo, 30 aprile 1986) è una cestista portoricana.

## Carriera
Con Porto Rico ha disputato i Giochi olimpici di Tokyo 2020, due Campionati mondiali (2018, 2022) e sei edizioni dei Campionati americani (2005, 2009, 2011, 2017, 2019, 2021).